# Лукишкес
Затворът Лукишкес (на литовски: Lukiškių tardymo izoliatorius kalėjimas) е бивш литовски затвор в центъра на Вилнюс на адрес улица „Лукишкес“ 6 (Lukiskes SKG. 6). Сградата е издигната в периода 1901 – 1904. Спира да функционира на 2 юли 2019 г.

## История
Използва се като място за задържане на политически противници на режима по време на имперска Русия, на Втора Жечпосполита (1922 – 1939), на германската окупация (1941 – 1944) и СССР (1940 – 1941).

## Архитектура
През 1904 г. затворът Лукишкес има свой собствен артезиански кладенец, съвършен водопровод и вентилационна система, ТЕЦ и др. В затвроа са построени независима кухня, пекарна, сауна, пералня и административната сграда. Затворът е предназначен за 700 затворници.
На трите горните етажи на сградата, където са били държани затворници, се намира римо-католически параклис, а проектът за синагога остава неосъществен. През 1905 г. е построена каменна православна църква на св. Николай Чудотворец.

## Забележителни затворници
- Волинец, Андрей Иванович (1939)
- Бегин, Менахем (1940)
- Бурокявичюс, Миколас Мартинович (1999 – 2006)
- Вигодски, Яков Ефимович (1941)
- Горецки, Максим Иванович (1922)
- Кит, Борис Владимирович (1933)
- Машара, Михаил Антонович (1928 – 1932)
- Марков, Фьодор Григориевич (1936 – 1939)
- Олехнович, Франтишек (1914)
- Пецюкевич, Мариян (1945)
- Максим Танк (1932, 1934)
- Ширма, Григорий Романович (1933)